# Satelita telekomunikacyjny
Satelita telekomunikacyjny – satelita sztuczny umożliwiający teletransmisję sygnałów radiowych i telewizyjnych między naziemnymi stacjami.

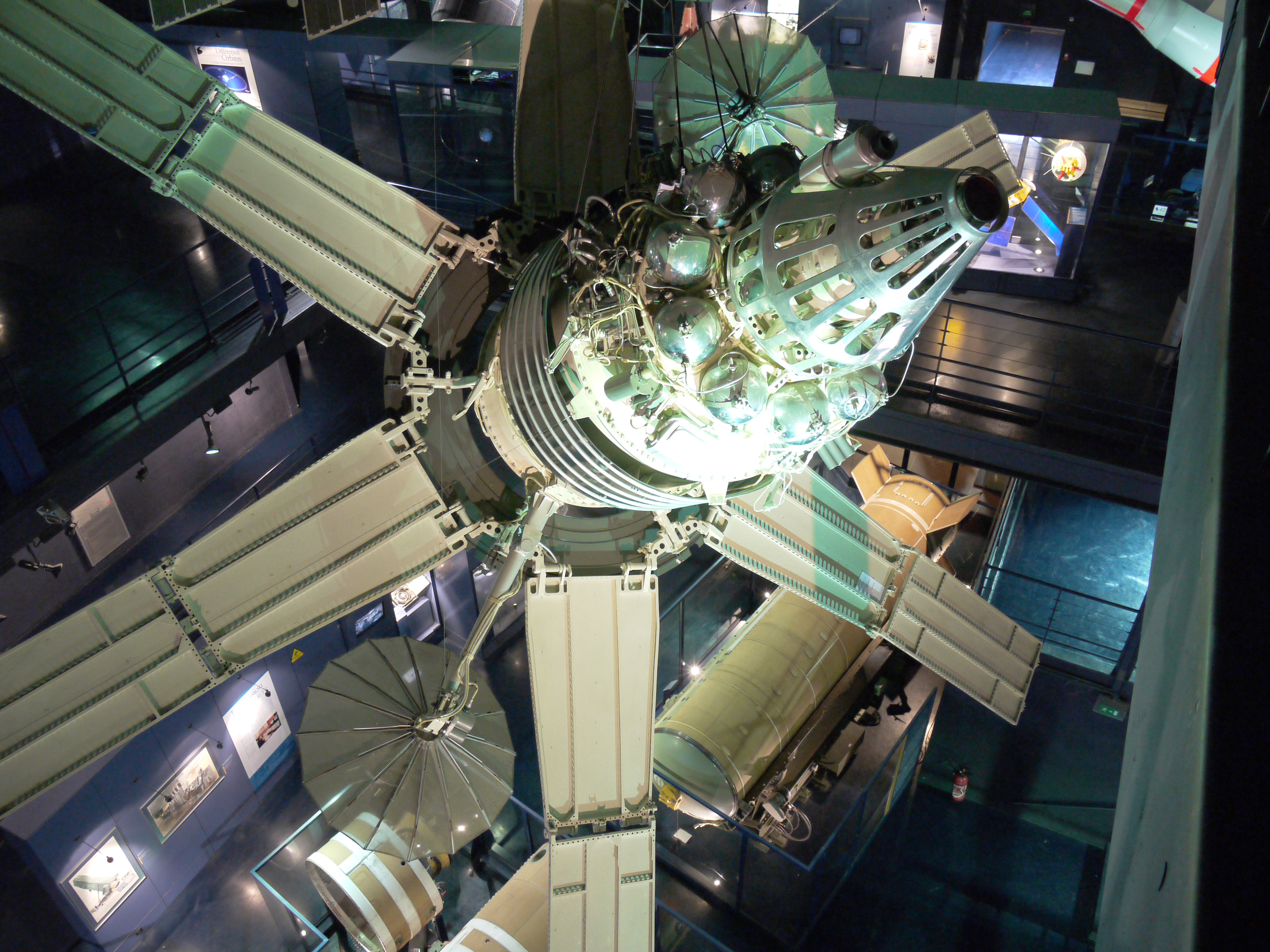
Makieta satelity telekomunikacyjnego Mołnia-1 (1965) w Muzeum Lotnictwa i Astronautyki Le Bourget

## Wstęp
Zależnie od sposobu teletransmisji rozróżnia się:
- Satelity telekomunikacyjne bierne – przeznaczone do przekazywania sygnałów radiowych w wyniku ich odbicia od powierzchni satelity,
- Satelity telekomunikacyjne czynne – wyposażone w aparaturę do odbioru, wzmacniania i retransmisji odbieranych sygnałów radiowych.

Satelita telekomunikacyjny otrzymuje sygnał ze stacji naziemnej, wzmacnia go i wysyła z powrotem na Ziemię. Sygnał taki może być odbierany zarówno na całym obszarze z którego zapewniona jest „widoczność” satelity, jak i w ściśle wyznaczonym obszarze. Satelity przekaźnikowe transmitują sygnały telewizyjne bezpośrednio do anten indywidualnych użytkowników, albo do dużych anten zbiorczych telewizji kablowych. Prawie wszystkie satelity telekomunikacyjne krążą po orbicie geostacjonarnej.
Satelity nadają sygnały na Ziemię albo bezpośrednio, albo za pośrednictwem innego satelity.
W grupie satelitów telekomunikacyjnych wyróżnia się dwa typy: satelity bierne i czynne. Satelity bierne stanowią rodzaj zwierciadeł odbijające fale radiowe, satelitarne zespoły dipoli, składające się z cienkich i krótkich drucików, które początkowo tworzą chmurę, a następnie pas satelitarny wokół Ziemi. Satelity czynne, zawierające odpowiednią aparaturę elektroniczną odbierającą i po ewentualnym wzmocnieniu retransmitującą sygnały radiowe.
Pierwszy raz przekaz telewizyjny przez satelitę Telstar 1 zrealizowano w lipcu 1962.
Teoretycznie trzy dobrze umieszczone satelity potrafią objąć obszar całej kuli ziemskiej, a pojedynczy satelita komunikacyjny może naraz obsługiwać 30 tysięcy rozmów telefonicznych i ponad 25 kanałów telewizyjnych.
Istnieją dwie konfiguracje dla systemów satelitarnych:
- satelity pozostają nieruchomo nad określonym miejscem na powierzchni Ziemi
- satelity krążą po orbitach wokółziemskich.

Satelity komunikacyjne poruszają się po orbitach geostacjonarnych wokół równika lub krążą po niskich orbitach.
Satelity mają na pokładzie wiele transponderów, które przekazują sygnały komunikacyjne.
Transpondery odbierają słabe sygnały transmitowane ze stacji naziemnych, podają je obróbce, wzmacniają i retransmitują z powrotem na Ziemię.

## Zalety łączy satelitarnych
- olbrzymi zasięg – sygnał retransmitowany z satelity geostacjonarnego znajdującego się na wysokości 35810 km może pokryć zasięgiem większą część Europy, Ameryki Północnej lub Południowej – satelity poruszające się po niskich orbitach pokrywają zasięgiem całą kulę ziemską poprzez sieć połączeń szkieletowych pomiędzy satelitami
- konkurencyjność kosztów w porównaniu z dzierżawionymi łączami naziemnymi na większe odległości
- łatwość instalacji – wystarczy zainstalować na dachu budynku terminal VSAT (ang. Very Small Aperture Terminal – terminal o bardzo małej średnicy) z anteną o średnicy od 1,15 do 2,4 m
- niezawodność usług – na usługi satelitarne nie mają wpływu żadne zagrożenia czy kataklizmy.

## Ograniczenia łączy satelitarnych
- niewielka przepustowość – tanie terminale mogą transmitować dane z niewielką szybkością (w porównaniu z łączami naziemnymi), natomiast szybsza transmisja satelitarna wiąże się z zakupem większych i droższych anten oraz wzmacniaczy o większych mocach.
- opóźnienie satelitarne – w przypadku satelitów geostacjonarnych wynosi ono około 0,27 s, natomiast jest niższe dla satelitów poruszających się po niskich orbitach.

## Wykorzystanie łączy satelitarnych
- automatyczne transmisje dokonywane przez systemy poczty elektronicznej
- transmisje plików dokonywane przez bazy danych lub programy księgowe
- przesyłanie dowolnych danych do użytkowników
- transmisje stron WWW i żądanych plików.

Łącza wykorzystujące satelity geostacjonarne działają najczęściej w topologi gwiazdy. W takiej konfiguracji transponder odbiera szereg przychodzących sygnałów, łączy je i wysyła z powrotem na Ziemię w postaci pojedynczego strumienia danych.
Jedna ze stacji naziemnych pełni rolę koncentratora, wymieniając dane z mniejszymi stacjami będącymi w dowolnym miejscu w zasięgu satelity geostacjonarnego.